# Alberto da Giussano
Alberto da Giussano (łac. Albertus de Gluxano, lomb. Albert de Giussan) – legendarna postać z XII wieku. 

## Tradycja
Dowódca Kompanii Śmierci, której członkowie ślubowali raczej zginąć niż poddać się, a których męstwo w walce zdecydowało w decydującym momencie bitwy o zwycięstwie wojsk gmin włoskich w bitwie pod Legnano (1176). W wyniku tej bitwy została obroniona niezależność gmina włoskich zrzeszonych w Lidze Lombardzkiej wobec cesarza Fryderyka I Barbarossy. Podczas bitwy z ołtarzy męczenników Sisinio, Martirio i Alessandro bazyliki San Simpliciano odfrunęły trzy białe gołębie, które usiadły na drzewcu flagi tej jednostki, a ich pojawię spowodowało ustąpienie wojsk cesarskich.

## Źródła historyczne
Rodzina da Giussano była wzmiankowana w źródłach historycznych już od IX wieku, kiedy to da Giussano otrzymał prestiżowe zadanie uroczystego powitania w dniu 20 czerwca 869 roku arcybiskupa Mediolanu Ansperto da Biassono i eskortowania go do bazyliki św. Ambrożego. Nazwisko Otto da Giussano pojawia się w dokumentach prawnych z 1183 oraz z 1190 roku. Rodzina da Giussano wymarła w XVIII wieku, a archiwum rodzinne uznaje się ża zaginione.
W apelacji skierowanej w 1196 roku do papieża Celestyna III przez sąsiadów z Porta Comacina w Mediolanie w sprawie sporu dotyczącego zarządzania szpitalem San Simpliciano, pojawia się nazwisko Alberto da Giussano.
Dominikański zakonnik Galvano Fiamma (1283–1344) w kronikach spisanych w XIII wieku podaje jako pierwszy podaje informacje o Kompanii Śmierci i jej kapitanie Alberto da Giussano, który niósł sztandar gminy.

## Analiza krytyczna
Informacje o Alberto da Giussano nie pojawiają się u żadnego ze współczesnych kronikarzy bitwy pod Legnano. Pierwsza wzmianka zostaje zapisana się dopiero po 150 latach w kronice Galvaniego Fiammy, w której zebrane zostały zarówno fakty historyczne jak i lokalne legendy. Natomiast postacią historyczną pozostaje Alberto z Carate, jeden z konsulów Mediolanu w czasie bitwy pod Legnano, który był również jednym z sygnatariuszy paktu ustanawiającego Ligę w marcu 1167 roku wraz z innym delegatem mediolańskim Alberto Longo. Być może przyczyną wykreowania przywódcy, mającego imię i nazwisko, była jego nieobecność w przekazach, co w XIII wieku wydawało się niedopuszczalne, albo też przekazanie zakonnikowi przez mieszkańców Mediolanu błędnych informacji. W obecnym stanie wiedzy nie można uznać Alberto da Giussano za postać historyczną.  

## Znaczenie
- pomnik w Legnano jest w rzeczywistości pomnikiem wojownika z bitwy, natomiast mylnie jest przypisywany Albertowi da Giussano[6],
- podczas Risorgimento był jednym z jego symboli[5],
- uważany jest za symbol Ligi Północnej[7].